# Igriș, Timiș
Igriș  (germană Egresch, maghiară Egres, franceză Hégerieux) este un sat în comuna Sânpetru Mare din județul Timiș, Banat, România.

## Localizare
Localitatea este amplastă la limita de nord-vest a județului Timiș, pe malul stâng al Mureșului. Se învecinează la nord cu orașul arădean Nădlac, legătura fiind efectuată prin intermediul DJ682E și prin traversarea râului Mureș cu un pod plutitor. Distanța până la Sânpetru Mare este de aproximativ 8 km. La 12 km sud-vest se află orașul Sânnicolau Mare, de care Igriș se leagă cu un drum comunal. La sud se învecinează cu localitatea Saravale.

## Istorie

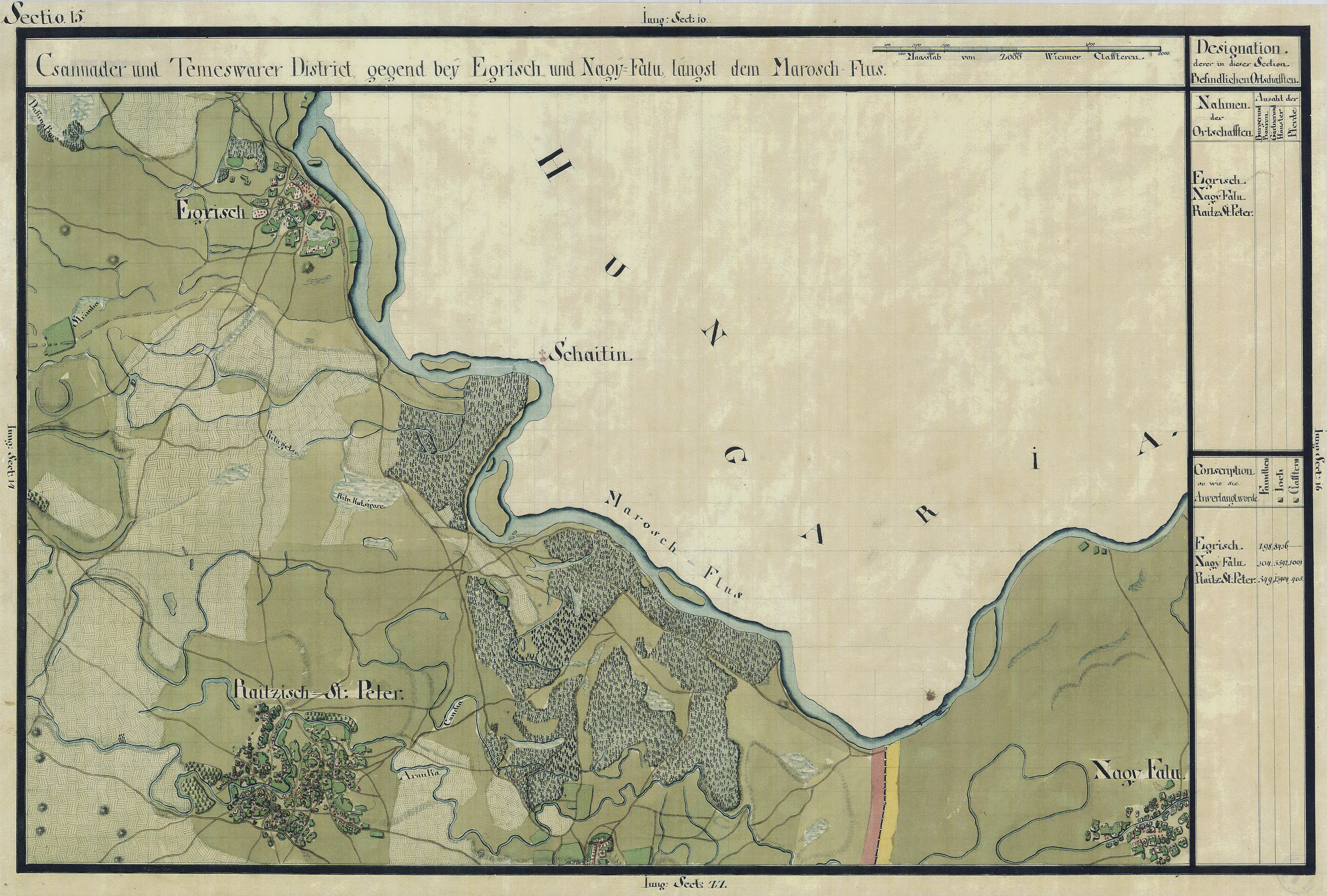
Igriș în Harta Iosefină a Banatului

În anul 1179 a fost înălțată aici mănăstirea călugărilor cistercieni (benedictini),  distrusă apoi de invazia tătară din anul 1241. Mănăstirea de la Igriș a fost ctitorită de soția regelui Béla al III-lea al Ungariei, Ana de Chatillon. Fiind întemeiată ca abație-filială a Mănăstirii Pontigny, a fost locuită inițial de călugări veniți din Franța. Aici s-a aflat nucleul primei biblioteci propriu-zise de pe teritoriul României. În anul 1202 călugării de la Igriș au înființat propria lor abație-filială, mănăstirea Cârța, în apropiere de Sibiu. În mănăstirea Igriș a fost înmormântată cea de-a  doua soție a regelui  Andrei al II-lea al Ungariei, Yolanda de Courtenay, fiică a împăratului latin al Constantinopolului, Pierre d’Auxerre, iar în anul 1235 regele Andrei al II-lea însuși.
În 1241 tătarii devastează Igris, distrugând mănăstirea. 
Călugărul italian Rogerius a descris astfel atacul tătarilor:
„XXXII: De destructione Nove-uille et monasterii de Egres. Uersus Orodinum et Chandinum procedere inceperunt, in medio eorum, Noua-uilli dimissa, nomen cuius Pereg fuerat, in qua homines septuaginta uillarum fuerant congregati, et dimisso monasterio Egres Cisterciensis ordinis, in quod tanquam munitum castrum se milites et multe domine receperant. Nec Tartari loca illa aggredi uoluerunt, quousque circumcirca esset terra totaliter desolata. (...) Tartari uero retro post omnes stantes, ridebat de casu et ruina illorum, et retrocedentes a pugna suorum, dabant quamplurimos uoragini gladiorum, ita quod ipsis diebus et noctibus, pugnantibus per unam septimanam, et fossatis impletis ceperunt uillam.”
—Magister Rogerius, Carmen miserabile.
Traducere:
„XXXII: Despre distrugerea așezării Nova și a mănăstirii Igrișului. [Tătarii] Au început să se îndrepte înspre Arad și Cenad și au lăsat în urmă Nova Villa, al cărui nume fusese Pereg, în care erau adunați oameni din șaptezeci de sate. Au lăsat în urmă și mănăstirea Igriș a ordinului cistercienilor, în care se strânseseră ca într-o fortăreață întărită soldați și multe doamne. Tătarii nu au vrut să atace locurile acelea până când țara din jur nu fusese complet prădată. (...) În spatele tuturor stăteau tătarii și rîdeau de căderea și de prăpădul dușmanilor lor și omorau cu sabia pe cei care se întorceau din bătălie. În acest fel, luptând timp de o săptămână zi și noapte, după ce au astupat șanțurile, au cucerit așezarea.”
—Magistrul Rogerius, Carmen miserabile.
Între 1951-1956, din Igriș au fost deportate în Bărăgan 288 de persoane.